# Bistum Świdnica
Das Bistum Świdnica (lateinisch Dioecesis Suidniciensis, polnisch Diecezja świdnicka) ist eine in Polen gelegene römisch-katholische Diözese mit Sitz in Świdnica (deutsch: Schweidnitz).

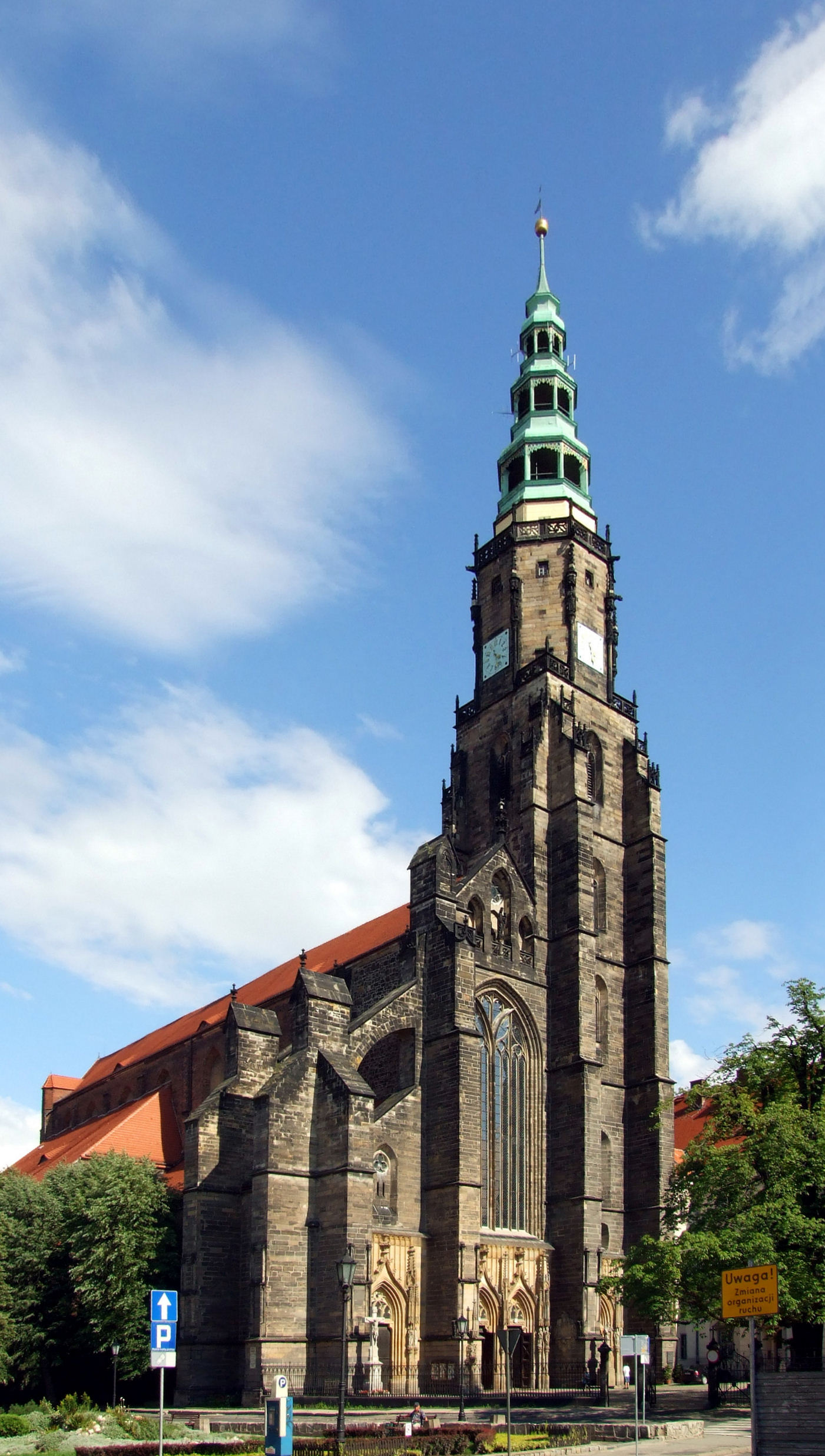
Kathedrale St. Stanislaus und Wenzeslaus in Świdnica

## Geschichte
Das Bistum Świdnica wurde am 24. Februar 2004 durch Papst Johannes Paul II. mit der Apostolischen Konstitution Multos fructus spiritales aus Gebietsabtretungen des Erzbistums Breslau und des Bistums Legnica errichtet und dem Erzbistum Breslau als Suffragandiözese unterstellt.
Erster Bischof war bis März 2020 Ignacy Dec, sein Nachfolger ist Marek Mendyk.
Weihbischof ist seit 19. März 2008 Adam Bałabuch, Titularbischof von Aurusuliana.

## Dekanate
| - Bielawa (Langenbielau) - Bolków (Bolkenhain) - Bystrzyca Kłodzka (Habelschwerdt) - Dzierżoniów (Reichenbach im Eulengebirge) - Głuszyca (Wüstegiersdorf) - Kamieniec Ząbkowicki (Kamenz) - Kłodzko (Glatz) - Kudowa-Zdrój (Bad Kudowa) - Lądek Zdrój (Bad Landeck) - Międzylesie (Mittelwalde) - Nowa Ruda (Neurode) - Nowa Ruda-Słupiec (Schlegel) | - Piława Górna (Oberpeilau)-(Gnadenfrei) - Polanica-Zdrój (Bad Altheide) - Strzegom (Striegau) - Świdnica-Ost (Schweidnitz/Schlesien) - Świdnica-Südwest - Świebodzice (Freiburg in Schlesien) - Wałbrzych-Süd (Waldenburg) - Wałbrzych-Nord - Wałbrzych-SW - Ząbkowice-Süd (Frankenstein) - Ząbkowice-Nord - Żarów (Saarau) |

## Bistumspatrone
- Hl. Stanislaus von Krakau 11. April